# Велес (футбольний клуб)
Велес (рос. Ве́лес) — російський футбольний клуб з міста Москва. Заснований у 2016 році.

## Історія
Клуб заснований у 2016 році на базі футбольної школи «Савьоловськая» з метою популяризації та розвитку футболу в Росії. Клуб - приватна структура, фінансується за рахунов засновників.
У 2016 році клуб взяв участь у першості Росії серед аматорських клубів у зоні Москви, де посів друге місце.
У сезоні 2017/18 клуб отримав право виступати у Другій лізі національної першості. За результатами сезону «Велес» посів четверте місце. У сезоні 2018/19 «Велес» піднявся на третє місце. Також команда брала участь у розіграші Кубка Росії, де вибувала з турніру після перших раундів.
Перед початком сезону керівництвом клуб була поставлена мета виходу до ФНЛ і «Велес» її вдало виконав, посівши перше місце у зоні «Захід» Другої ліги в осінній частині першості. Через пандемію коронавірусу весняна частина не була проведена і підвищення в класі відбулося за проміжними результатами.
Клуб автивно займається залученням вболівальників через соціальні мережі і є одним з лідерів за кількістю підписників. У 2018 році «Велес» одним з перших російських клубів зняв реаліті - серіал «Команда» про життя клубу.
Молодіжна команда «Велеса» виступає у Третьому дивізіоні зони «Москва». Домашній стадіон клубу - «Авангард» у Домодєдово.

## Досягнення
ПФЛ
- Переможець: 2019/20 (зона «Захід»)
- Бронзовий призер: 2018/19 (зона «Захід»)

Третій дивізіон
- Срібний призер: 2016 (зона «Москва»)

## Головні тренери
- 2017—2019 — Сергій Лапшин
- 2019—2021 — Олексій Стукалов
- 2021 — Артем Куліков